# Argiope brunnescantia
Argiope brunnescantia là một loài nhện trong họ Araneidae.
Loài này thuộc chi Argiope. Argiope brunnescantia được Embrik Strand miêu tả năm 1911.